# Osamělý poutník
Osamělý poutník (v originále Lonesome Traveler) je kniha amerického spisovatele Jacka Kerouaca, sestavená z krátkých příběhů a deníkových záznamů spojených s cestováním po Spojených státech, Mexiku, Evropě a Maroku. 
Osamělý poutník je prvním otevřeně autobiografickým dílem Jacka Kerouaca a obsah je z velké části založen na jeho osobních zážitcích a zkušenostech. Ve svých zápiscích líčí životní příběhy lidí, které na cestách potkává, ale i vlastní postřehy ze soudobého světa. Kniha se skládá z osmi samostatných příběhů či esejí, jež na sebe tematicky navazují. 
V úvodu knihy autor odpovídá na otázky vydavatele týkající se jeho života a práce. 

## Seznam povídek
- Mola za noci bez domova ("Piers of a Homeless Night") -  povídka je v originále dostupná na stránkách vydavatele
- Mexický rolník ("Mexico Fellaheen")
- Železniční země ("The Railroad Earth")
- Čuňata mořský kuchyně ("Slobs of the Kitchen Sea")
- Newyorské scény ("New York Scenes")
- Sám na vrcholu hory ("Alone on a Mountaintop")
- Velká cesta do Evropy ("Big Trip to Europe")
- Americký tulák na ústupu ("The Vanishing American Hobo")